# Doliodromia avita
Doliodromia avita är en tvåvingeart som beskrevs av Collin 1928. Doliodromia avita ingår i släktet Doliodromia och familjen dansflugor. Inga underarter finns listade i Catalogue of Life.